# Magyar Közlöny
A Magyar Közlöny időszaki lap, Magyarország hivatalos lapja. A 2010-es magyarországi országgyűlési választásokat megelőzően a Miniszterelnöki Hivatal szerkesztette, ezt követően a Szerkesztőbizottság közreműködésével az Igazságügyi Minisztérium (2014 előtt Közigazgatási és Igazságügyi Minisztérium) szerkeszti. Jogszabályokat és jogszabálynak nem minősülő egyéb jogi dokumentumokat közöl.
A Magyar Közlöny elektronikus, a szerkesztő elektronikus aláírásával és időbélyegzővel ellátott változata hiteles, a papíralapon kiadott lap csak a jogalkalmazók tájékoztatását szolgálja.

## Tartalma
- A Magyar Közlönyben történő megjelentetéssel hirdetik ki a jogszabályokat. Ezek közé tartoznak az Alaptörvény és annak módosításai, az Országgyűlés által elfogadott törvények, a kormány, a Magyar Nemzeti Bank elnökének és a Kormány tagjainak (miniszterelnök, miniszterek) rendeletei. A Kúria jogegységi döntéseit és az Alkotmánybíróság határozatait, valamint végzéseit a jogalkotás és jogalkalmazás során figyelembe kell venni. Itt teszi közzé az Országos Választási Bizottság az állásfoglalásait, valamint a népszavazási kérdések tárgyában benyújtott indítványokról hozott döntéseit. A kormány tagjainak határozatai közül a külügyminiszternek a nemzetközi szerződések hatálybalépésével kapcsolatos határozatait érdemes kiemelni. Ezeken felül részét képezik a személyi kérdésekben hozott döntések, ideértve a köztársasági elnök és a Kormány által adományozott kitüntetések közzététele is. Bár jogszabálynak minősül, mégsem itt hirdetik ki az önkormányzati rendeleteket.
- A Magyar Közlönyben csak új jogszabály jelenhet meg, régebbi hatályos szövege (egységes szerkezetben való kihirdetés) nem. Ugyanakkor az Alaptörvény módosítása elrendelheti az Alaptörvény hatályos szövegének kihirdetését (a negyedik módosítás ezt meg is tette)
- Jogszabály, illetőleg a miniszterelnök a Magyar Közlönyben más közlemény közzétételét is elrendelheti.
- Melléklete a miniszteri utasításokat, határozatokat, tájékoztatókat és más szervektől származó közleményeket, hirdetményeket tartalmazó Hivatalos Értesítő, mely hetente 2-3 alkalommal jelenik meg.
- 1985 és 2005 között a lapban 16 052 jogszabályt hirdettek ki. 1985-ben 332, 2005-ben 1263 volt az évente kibocsátott jogszabályoknak a száma.
- A hivatalos lap terjedelme 1945 és 2005 között összesen 195 606 oldal volt. A nyolcvanas évek végéig az éves terjedelem 1000-2000 oldalt tett ki. A rendszerváltás óta folyamatosan emelkedett, 2004-ben megközelítette a 20 000 oldalt, 2009-ben pedig az 50 000-t.

### Fejezetei
A Magyar közlöny részei:
- I. Az Alaptörvény és annak módosításai, valamint az Alaptörvény egységes szerkezete
- II. Törvények
- III. Kormányrendeletek
- IV. A Magyar Nemzeti Bank elnökének rendeletei, valamint az önálló szabályozó szerv vezetőjének rendeletei
- V. A Kormány tagjainak rendeletei
- VI. Az Alkotmánybíróság határozatai, teljes ülési állásfoglalásai és végzései
- VII. A Kúria határozatai
- VIII. Az Országos Választási Bizottság állásfoglalásai
- IX. Határozatok Tára

A Hivatalos Értesítő részei:
- I. Utasítások
- II. Nemzetközi szerződésekkel kapcsolatos közlemények
- III. Személyügyi közlemények
- IV. Egyéb közlemények
- V. Alapító okiratok
- VI. Hirdetmények

## Története
A Magyar Közlöny 1945. január 4-én jelent meg először; felváltva a korábbi hivatalos lapot, a Budapesti Közlönyt. Érdekesség, hogy az első tizenöt számot Debrecenben adták ki; azóta azonban minden lap Budapesten jelent meg.
Címlapján - a politikai rendszerek változásával párhuzamosan - a címer is változott:
| dátum                                   | címer    |
| --------------------------------------- | -------- |
| 1945. január 4. – 1946. június 4.       |          |
| 1946 június 5. – 1946. november 30.     | nem volt |
| 1946. december 1. – 1949. augusztus 18. |          |
| 1949. augusztus 20. – 1956. október 20. |          |
| 1956. november 12. – 1957. május 11.    |          |
| 1957. május 15. – 1990. július 1.       |          |
| 1990. július 11. – napjainkig           |          |

Kezdetben csak a jogszabályok jelentek meg benne, de később, 1945. március 28-tól már hirdetményeket is olvashatunk számaiban. (Ezeket jelenleg melléklete tartalmazza).
A jogalkotásról szóló 1987. évi XI. törvény előírta, hogy a jogszabályokat a Magyar Köztársaság hivatalos lapjában, a Magyar Közlönyben kell kihirdetni. A lapszerkezet fejezetei ekkor: Személyi rész, Jogszabályok, Határozatok, Iránymutatások, Közlemények, hirdetmények és Nemzetközi szerződések. Fejezetei az idő folyamán gyakran módosultak.
A 2010. évi országgyűlési választásokat megelőzően a Miniszterelnöki Hivatal szerkesztette, ezt követően - a jogalkotásról szóló 2010. évi CXXX. törvény alapján - a Szerkesztőbizottság közreműködésével az Igazságügyi Minisztérium szerkeszti.
A közlöny éves megjelenési- és lapszáma:
| év   | megj. | oldal  |
| ---- | ----- | ------ |
| 1998 | 122   | 8804   |
| 1999 | 127   | 9308   |
| 2000 | 136   | 9732   |
| 2001 | 159   | 12 546 |
| 2002 | 167   | 11 443 |
| 2003 | 160   | 13 674 |
| 2004 | 205   | 16 716 |
| 2005 | 173   | 12 494 |
| 2006 | 166   | 14 328 |
| 2007 | 187   | 16 152 |
| 2008 | 193   | 26 980 |
| 2009 | 196   | 49 876 |
| 2010 | 204   | 33 118 |
| 2011 | 166   | 42 242 |
| 2012 | 184   | 39 048 |
| 2013 | 225   | 90 435 |
| 2014 | 190   | 27 022 |
| 2015 | 211   | 28 776 |
| 2016 | 221   | 86 578 |

## Megjelenési napjának jelentősége
- A jogszabályok hatálybalépését vagy a Magyar Közlönyben való megjelenés napja vagy az adott jogszabályban meghatározott, ettől eltérő időpont határozza meg.
- Az adott jogszabály hatályba lépése – ha az adott jogszabály másként nem rendelkezik – egyben meghatározza, hogy az adott jogszabályban meghatározott jogszabályok vagy bizonyos részeik mely napon vesztik hatályukat.

## Jogállása
A Magyar Közlönyre vonatkozó alapvető szabályokat a jogalkotásról szóló 2010. évi CXXX. törvény 11. alcíme, valamint a Magyar Közlöny kiadásáról, valamint a jogszabály kihirdetése során történő és a közjogi szervezetszabályozó eszköz közzététele során történő megjelöléséről szóló 32/2010. (XII. 31.) KIM rendelet tartalmazta; ez utóbbit 2019-ben azonos címmel a 5/2019. (III. 13.) IM rendelet váltotta fel.

## A jogszabály megjelölése a jogszabály kihirdetése során
Törvény megjelölése annak kihirdetése során - az alábbi sorrendben -
- a) a törvény kihirdetésének évét arab számmal,
- b) az „évi” kifejezést,
- c) a törvény sorszámát római számmal,
- d) a „törvény” kifejezést és
- e) a törvény címét foglalja magában.[2]

Önkormányzati rendelet megjelölése annak kihirdetése során - az alábbi sorrendben -
- a) a rendelet megalkotójának teljes megjelölését,
- b) a rendelet sorszámát arab számmal,
- c) a „/” jelet,
- d) a rendelet kihirdetésének évét arab számmal,
- e) zárójelben a rendelet kihirdetésének hónapját római számmal és napját arab számmal,
- f) az „önkormányzati rendelete” kifejezést és
- g) a rendelet címét foglalja magában.[3]

Egyéb jogszabályoknál a jogszabály megjelölése annak kihirdetése során a következő sorrendben:
- a) a jogszabály megalkotójának teljes megjelölését,
- b) a jogszabály sorszámát arab számmal,
- c) a „/” jelet,
- d) a jogszabály kihirdetésének évét arab számmal,
- e) zárójelben a jogszabály kihirdetésének hónapját római számmal és napját arab számmal,
- f) a jogszabály megalkotója megjelölésének a rövidítését,
- g) a „rendelete” kifejezést és
- h) a jogszabály címét  foglalja magában.[4]

A jogszabályok sorszámát a jogszabály megalkotója és a jogszabály típusa szerint évenként egytől kezdődően, a kihirdetés ideje szerint folyamatosan, növekvő sorrendben kell meghatározni, függetlenül a kihirdetés módjától.

## Külső hivatkozások
- magyarkozlony.hu vagy kozlonyok.hu/nkonline/index.php – a Magyar Közlöny hiteles tartalma letölthető elektronikus dokumentumként
- A Magyar Közlöny 2009. évi 150. (kettős jubileumi) száma: A Magyar Köztársaság Alkotmánya
- A Magyar Közlöny 2011. évi 43. száma: Magyarország Alaptörvénye (első kiadás)
- A Magyar Közlöny 2013. évi 163. száma: Magyarország Alaptörvénye (a 2013. október 1-től hatályos változat)
- Dr. Nizalowski Attila: Jogrendszer, jogszabályok, számítógép. Jogi fórum. jogiforum.hu
- Digitalizált Törvényhozási Tudástár